# Stipagrostis fastigiata
Stipagrostis fastigiata là một loài thực vật có hoa trong họ Hòa thảo. Loài này được (Hack.) De Winter miêu tả khoa học đầu tiên năm 1963.